# 長興里 (桃園市復興區)
長興里，位於台灣桃園市復興區西北部，人口有787人。西以石牛山與新竹縣關西鎮東山、錦山2里（馬武督地區）為界，北以大漢溪與大溪區復興里相鄰（石門水庫集水區），南與新竹縣尖石鄉新樂村相隔，東以竹頭山與奎輝里接壤。

## 里名由來
因為國民政府接管臺灣及國民政府政令宣導習慣，取「長治久興」之簡稱，命名為長興里。里內包括長興(Kara 竹頭角社)、上高遶(Koyo/Kaojiao)、中高遶、下高遶、喜龍、高遶坪、新柑坪等部落，里中心為長興(竹頭角)部落。

## 歷史沿革
清代光緒12年（1886年），劉銘傳於大嵙崁（今大溪鎮）設立「臺灣撫墾總局」，該村屬於總局之「大嵙崁撫墾事務總辦」。日治時期，明治29年（1896年），屬大嵙崁撫墾署管轄；明治31年（1898年）改隸三角湧辦務署大嵙崁支署；明治33年（1900年）改屬大嵙崁辦務署；明治34年（1901年）屬桃仔園廳大嵙崁支廳；明治38年（1905年）屬桃園廳大嵙崁支廳番地；大正9年（1920年）屬新竹州大溪郡番地。
二次大戰結束後，國民政府接收臺灣，民國36年（1947年）初屬新竹縣角板鄉（今復興鄉）長興村；民國54年（1965年）7月1日以後析長興村東部置「奎輝村」，之後該村村名及界線未再改變。

## 景點特色
- 桃源仙谷花園
- 美腿山